# Blaxnit Cup
La Blaxnit Cup fu una competizione calcistica per club cui partecipavano sia squadre della Repubblica d'Irlanda che squadre dell'Irlanda del Nord, analogamente a quanto accade per la Setanta Sports Cup dal 2005. La competizione ebbe inizio con l'edizione del 1967 e terminò nel 1974.
Alla competizione partecipavano quattro squadre provenienti dalla IFA Premiership e quattro provenienti dalla League of Ireland. In ordine cronologico è stata la terza manifestazione calcistica aperta ai club di tutta l'isola; precedentemente vi furono la Dublin and Belfast Inter-City Cup disputata dalla stagione 1941/42 alla stagione 1948/49 e la North-South Cup disputata nelle stagioni 1960/61 e 1961/62.
Dopo la fine della Blaxnit Cup i club delle due federazioni isolane tornarono ad incontrarsi nella Texaco Cup (disputata nelle stagioni 1973/74 e 1974/75), nella Tyler Cup da fine anni settanta a inizio anni ottanta e, come detto sopra, dal 2005 nella Setanta Sports Cup.

## Finali
Le finali furono giocate col formato andata e ritorno ad eccezione della stagione 1973/74.
| Stagione | Vincitore       | Punteggio finale | Finalista       |
| -------- | --------------- | ---------------- | --------------- |
| 1967-68  | Shamrock Rovers | 3-2              | Crusaders       |
| 1968-69  | Coleraine       | 4-3              | Shamrock Rovers |
| 1969-70  | Coleraine       | 4-2              | Sligo Rovers    |
| 1970-71  | Linfield        | 3-2              | Cork Hibernians |
| 1971-72  | Cork Hibernians | 5-3              | Coleraine       |
| 1972-73  | Glentoran       | 6-2              | Cork Hibernians |
| 1973-74  | Ards            | 3-1              | Ballymena Utd   |